# 성흔

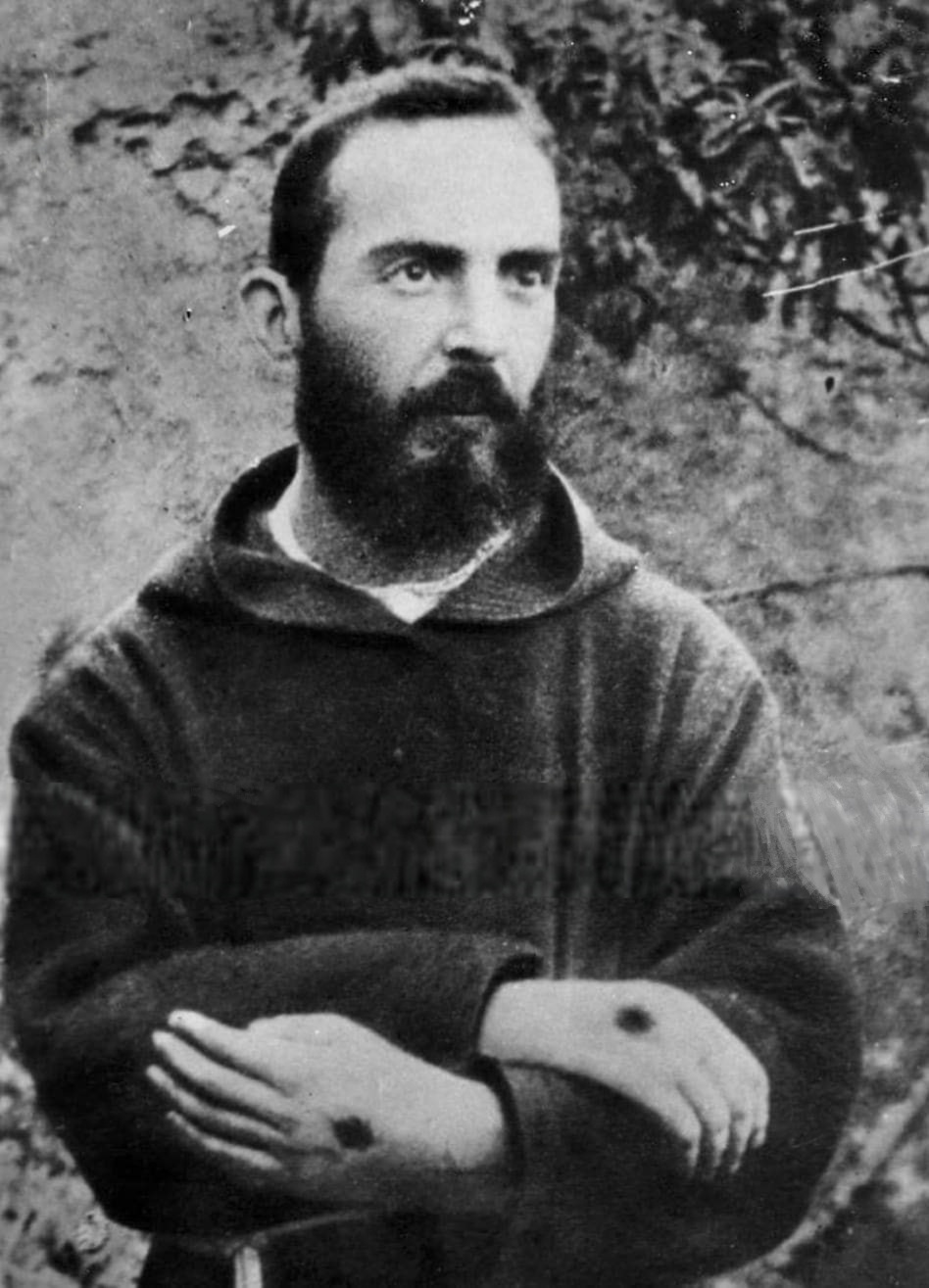

성흔(聖痕)은 스티그마타(라틴어: stigmata)라고도 부르며, 예수 그리스도가 십자가형을 당할 때에 몸에 생겼다고 전해지는 상처 또는 과학적으로는 도저히 설명할 수 없는 신비한 힘에 의해서 그리스도인들의 몸에 저절로 나타난다고 전해지는 예수가 받았던 상처와 유사한 상처를 말한다. 로마 가톨릭에서는 성흔을 기적의 하나로 보고 있다.

## 현상
성흔은 그리스도의 수난 당시 못이 박힌 좌우 손발과 롱기누스의 창에 찔린 옆구리 등 총 다섯 가지 상처로 나타나는 것이 일반적이지만(그리스도의 오상), 예수의 머리에 씌워진 가시관으로 인한 이마의 상처나, 채찍을 받았을 때에 생겼다고 알려진 등의 상처, 피눈물이나 피땀 등도 포함한다. 성흔이 생길 때에는 예수나 성모 마리아, 천사 등의 모습을 보거나 그들의 목소리를 듣게 된다고 한다. 일단 상처가 생기면 출혈과 함께 강한 통증이 일어난다
성흔 현상은 십자가에 못박혀 매달린 예수의 모습이 그려지기 시작한 13세기부터 생겨나기 시작했으며 특히 종교적인 황홀 상태(법열)에 빠진 여성에게서 이러한 현상을 볼 수 있다. 최근에는 수난을 당한 그리스도와 자신을 동일시하는 정신 상태와 관련된 자연현상이 아닐까 하는 지적이 있다. 보고된 것 중에서는, 조사 결과 자해 행위로 만든 날조로 밝혀진 것들도 있다.

## 역사
신약성서의 하나인 갈라티아 신자들에게 보낸 서간 6장 17절을 보면, 바오로는 성흔을 예수의 낙인으로 표현하였다.
1224년 이탈리아의 라 베르나 산에서 홀로 단식 시도를 하던 도중에 성흔을 받은 아시시의 프란체스코를 필두로 시에나의 카테리나 등 성인으로 시성된 수사나 수녀 등에게 이러한 성흔이 나타났다는 보고가 전해져 오고 있다.

## 유명한 성흔 체험자
- 마리아 파우스티나 코발스카
- 시에나의 카테리나
- 아시시의 프란체스코
- 피에트렐치나의 비오